# Palacio de los marqueses de Villapanés (Sevilla)
El palacio de los marqueses de Villapanés es un edificio del siglo XVIII que está considerado como una de las principales manifestaciones de arquitectura civil del barroco en la ciudad de Sevilla (España). Está situado en el barrio de Santa Catalina en el distrito Casco Antiguo, en la calle Santiago n.º 31. El edificio está incluido en la categoría de Protección Global en el actual Plan General de Urbanismo del ayuntamiento sevillano.
Fue construido en el año 1728 para residencia del almirante Manuel López Pintado, recibiendo el nombre de palacio del marqués de Torre Blanca de Aljarafe al serle concedido este título. Tras sucesivas herencias se fueron incorporando los títulos de los marqueses de Estrada y de los marqueses de Villapanés, título por el que se cambió el nombre del palacio a mediados del s XIX. Los sucesores de López Pintado habitaron el palacio hasta principios del siglo XXI y le dieron su actual nombre. En la actualidad ha sido transformado en hotel de lujo y es propiedad de la cadena hotelera CoolRooms, en este proceso se ha tenido especial cuidado en no alterar su fachada, ni sus características arquitectónicas.

## Historia y descripción

### Entorno
El palacio se encuentra en el Barrio de Santa Catalina, dentro del casco antiguo sevillano y cerca de la antigua Puerta de Carmona situada en la calle de Santiago, a la altura de la Plaza de Santiago de la Redención. Antiguamente esta plaza estuvo dedicada al constructor y primer propietario del palacio, al Almirante López Pintado. Posteriormente el nombre se cambió a finales del s XX a petición de la  hermandad que reside en la Iglesia de Santiago situada enfrente del palacio. 
Pegado al palacio se encuentra el antiguo Convento de Santa María de los Reyes, fundado en el s XVI, y del que se adquirieron algunas dependencias para la ampliación del palacio. En la iglesia de este antiguo convento fue enterrado y se encuentra aún el sepulcro del almirante López Pintado; en él encontramos un bello escudo de armas tallado en la losa sepulcral.
El palacio es la edificación civil privada más destacada del s XVIII en Sevilla, se encuentra a mitad de camino de otros dos de los principales palacios sevillanos: el Palacio de Dueñas y el Palacio de la Casa de Pilatos.
En la manzana inmediata se encuentra otro edificio singular sevillano el Corral del Conde, edificio de origen musulmán y remodelado en el s XVIII en su planta actual, su nombre se debe a que fue   posesión del Conde-Duque de Olivares. Llegó a ser el mayor edificio de la ciudad en el que podían residir más de 4.000 personas, Construcción prototípica de la arquitectura popular sevillana en una curiosa contraposición a la tipología y usos del palacio de VIllapanés, que nos informa de la proximidad de vida que se daba entre las diferentes clases sociales sevillanas.
Como otros nobles adinerados, López Pintado eligió este barrio sevillano por varios motivos a la hora de fijar en él su residencia. En primer lugar, por la disponibilidad de agua de calidad que provenía del acueducto de la Puerta de Carmona, y por encontrarse lejos del puerto.

### Historia
Se conocen numerosos detalles del solar sobre el que se levanta el palacio, ya que ha sido  ampliamente estudiado a través de los  diversos procesos de restauración realizados tanto en este como  en el inmueble contiguo, el Monasterio de Ntra. Sra. de los Reyes. En ambos descubrimos un amplio periodo de ocupación del espacio, en la que destaca, antes de la edificación de este palacete barroco,  la presencia de restos de una necrópolis romana, un barrio almohade, un palacete bajo medieval perteneciente al Rey Moro de Baeza y  un palacio renacentista.
Desde el establecimiento del comercio con las Indias Occidentales los comerciantes tenían por costumbre manifestar su poder social, entre otras cosas, participando en diversas corporaciones políticas sevillanas. Ocupar una posición destacada de mecenazgo en las instituciones religiosas locales, poseer tierras de labranza en las localidades próximas y poseer  un edificio urbano de relevancia en el centro de la ciudad era un patrón muy extendido entre los nobles sevillanos. 
Siguiendo esta costumbre Manuel López Pintado, para evidenciar su éxito económico y social, inició los contactos que condujeran a la consecución de un título nobiliario, que finalmente fue concedido por el Rey. También compró tierras en Aljarafe y Bollullos de la Mitación, de las que obtendría el nombre de su  título y con las que, además, consiguió una producción agropecuaria con la que abastecía a la flota y comerciaba con Indias.
El almirante inició la construcción del Palacio en el año de 1728. Según Teodoro Falcón el edificio es obra del arquitecto Diego Antonio Díaz (1667-1748), que fue maestro mayor de la catedral y del arzobispado, otras obras destacadas por el diseñadas son: la iglesia del convento de Santa Rosalía, la portada de acceso interior a la iglesia de San Antonio Abad y la portada de la iglesia parroquial de Ntra. Sra. de Consolación de Umbrete. El palacio fue concluido antes de la concesión del título de nobleza a López pintado, lo que explica que el gran escudo de su escalera no ostente una corona de marquesado, sino una abundante decoración floral que disimula esta ausencia. Después de la concesión regia el palacio pasó a denominarse del marqués de Torreblanca. El marqués residió en su edificio hasta su muerte. Sería enterrado en el vecino convento donde aún reposan sus restos. Sus herederos siguieron residiendo en el palacio hasta comienzos del presente siglo en el que fue vendido por el VII marqués de Torreblanca del Aljarafe. 
El nombre actual del palacio se debe al enlace matrimonial que emparentaba el marquesado con el de  Villapanés, en concreto con D. Juan Antonio Duque de Estrada y Cabeza de Vaca VIII marqués de VIllapanés, a mediados del siglo XIX.
A comienzos del siglo XXI el Palacio fue vendido por sus históricos propietarios y se transformó en un hotel de lujo. Todas sus dependencias fueron adaptadas a partir del año 2006, fecha en la que se inicia un amplio programa de restauración que acabó con la apertura del nuevo hotel en el año 2009 por la cadena hotelera Alma, para pasar posteriormente a pertenecer al grupo CoolRooms.

### Exterior del palacio
El Palacio de los marqueses VIllapanés ocupa una parcela de 1.410 m², con una superficie total edificada de 4.614 m². La Casa palacio, creada en el primer tercio del siglo XVIII, constituye una magnífica construcción de dos plantas de altura. Destacan sus  tejados a una y dos aguas y miradores de dobles arcadas sobre columnas. Cuenta solo con una fachada de ladrillo avitolada, rematada con cornisa y entablamento. La portada de ingreso se compone con las típicas molduras mixtilíneas que articulan el balcón central corrido de la planta alta. Sobre el dintel de la puerta se sitúa el escudo de armas de López Pintado, enmarcado entre dos leones rampantes que lo sujetan.  
Existen otras entradas secundarias o de carros en ambos extremos de la fachada. A los lados de la portada se encuentran ventanas dispuestas de forma simétrica y cierres protegidos por rejas de hierro forjado. Este tipo de estructura arquitectónica abría el edificio a la ciudad, otorgando a la fachada un protagonismo propio de aquel propietario que desea exhibir su importancia social y participar en los diferentes eventos que se celebraban durante el año en la Sevilla Barroca.
Un elemento muy significativo de la fachada del palacio es su torreón-mirador sobre arcadas sostenidas por columnas de mármol blanco, similar al que aparece en diversos edificios sevillanos tanto civiles como religiosos a lo largo de varios siglos. En este caso el torreón-mirador, también denominado en Sevilla como tirasol, adopta una posición asimétrica respecto en la fachada. Este será similar  al que existe en los edificios de la finca de Torreblanca que el marqués poseía en la localidad de Bollullos de la Mitación, construido como casa de su mayorazgo. Se piensa que esta señal de identidad arquitectónica pretendía recalcar la posesión de las tierras que daban legitimidad territorial a su título nobiliario, y que el marqués reclamó durante años.

### Interior del palacio
La disposición de las dependencias palaciegas adopta el esquema típico de la casa con patio sevillano. Consta de una larga crujía de fachada que incluye el zaguán y las cocheras, mientras que el resto se disponen en torno al suntuoso patio central y otros patios menores, incluso a un jardín trasero, hoy desaparecido. 
Esta Casa palacio, podía llegar a albergar a 200 personas, entre familiares, invitados y personal de servicio presentaba numerosas estancias, más de 100, de todo tipo: cámaras, camaretas, piezas, aposentos, sobrados, palacios y palacetes. En algunos casos compartimentadas como alojamientos independientes dentro del propio edificio. La circulación vertical se realiza con diversas escaleras principales y de servicio. 
Pasada la puerta principal se encuentra un amplio zaguán, llamado en Sevilla “casapuerta”. En las paredes laterales del mismo se abren sendas puertas que conectan con las zonas de servicio y almacenaje de la planta baja. Encima de cada una de ellas hay escudos de armas que representan a linajes menores de la familia.
La relación entre el zaguán y el patio se resuelve con una espléndida escalinata que da paso a una triple arcada, cerrada con una magnífica cancela de tres cuerpos. Al patio se accede directamente desde el zaguán, por una de sus esquinas. El patio está cerrado por una galería de dos alturas en los cuatro frentes, con arcos de medio punto sobre columnas de mármol blanco, cerradas y acristalada en el piso superior y con una fuente central, de mármol rojo, con una pilastra y un plato encima que está decorado con un niño que sujeta a un pez. Este patio conecta  con otros espacio importantes del palacio como el jardín, o con otro patio de pequeñas dimensiones decorados con una fuente de grutescos revestidos con conchas marinas.
En uno de los ángulos del patio central se encuentra la escalera principal, situada según la tradición mudéjar en ángulo con la entrada principal. Es de tres tramos apoyados sobre columnas y cubierta con una bóvedas de carroza con lunetos, que permiten la entrada de luz natural, lo que da una gran luminosidad y mayor percepción de espacio. En la pared principal de la escalera y bajo un luneto con vidriera,  se sitúan dos ventanas con bellos enrejados. Entre estas se encuentra el que probablemente sea el mayor escudo de armas que exista en una casa sevillana. El escudo representa partido en palo (dividido en tres), las armas del primer marqués en la parte derecha y central y en la izquierda las de su mujer,Inés Solano de León, miembro de una familia noble sevillana.
En los sótanos nos encontramos dos ámbitos de dependencias; a la izquierda, en relación con la entrada principal,  se situaban las cuadras, mientras a la derecha se encontraban los almacenes y la bodega, que nos hablan de la conocida relación de los marqueses de VIllapanés  con las bodegas jerezanas. También era la zona donde se cuidaban los animales para las tareas de tiro y carga en las tierras de labor y aquellos que se destinaban para el consumo de los habitantes del Palacio. En estas dependencias también se guardaban productos agrícolas provenientes de las tierras de Aljarafe y otros destinados al comercio con las Indias. Además de las zonas de distribución ya descritas se encontraban las cocinas y los alojamiento de los criados principales, cocheras y las zonas de trabajo público del marque en las que se recibía a clientes y proveedores.
En la primera planta se situaban los aposentos principales y los salones nobles de la casa. Estas estancias eran de grandes dimensiones. En algunos casos nos encontramos techos de hasta 5 m de altura; muchos de ellos decorados con sofisticados artesonados de madera. En madera nobles también encontramos ricas puertas de cuarterones. En los suelos de la entrada y de las partes nobles del Palacio abundan preciosos mármoles con motivos decorativos de ajedrezado en blanco y negro.
En la parte superior del palacio bajo los tejados se encontraban los sobrados, espacios destinados a guardar objetos y alimentos y también donde dormían algunos criados.
Toda esta disposición palaciega aquí descrita hace referencia al momento de su construcción, pero fue cambiando a lo largo de los siglos, adaptándose a las diferentes necesidades que tuvieron que afrontar los herederos del marqués según iba evolucionando situación económica y social. De hecho a comienzos del s XXI el palacio se encontraba en un muy deteriorado estado de conservación. Se habían conservado gran parte de los espacios primitivos a pesar de contar con muy pocos habitantes. Lo que sí había desaparecido en mayor parte fue el mobiliario, que se había ido vendiendo a lo largo de los años. El espacio fue rehabilitado y readaptado para su nuevo uso hotelero, pero respetando los espacios arquitectónicos originales, ya que así lo exige su consideración de edificación con Protección Global “debe conservar todas los elementos arquitectónicos que configuren el carácter singular del edificio aunque se posibilita el cambio de uso del mismo” según el PGOU del Ayto de Sevilla.

### La vida de sus habitantes
Para entender el porqué de las dimensiones de un palacio como el de Villapanés hay que acercarse a la forma de vida de su propietario y las necesidades de espacio que este tipo de vida nobiliaria requería. El palacio era una pequeña aldea en sí misma; alojaba a personas de todos los estamentos de la sociedad empezando por el propietario, su esposa y sus familiares, así como a sus amigos y contactos comerciales. Además se encontraban las personas de su círculo social próximo como capellanes, damas de compañía, ayudantes y pajes. Por último, y en mucho mayor número, se encontraba el personal de servicio dirigido por personas de confianza como mayordomos, capataces o administradores. El servicio, con un amplio grupo de criados menores,  se hacía cargo de las tareas diarias divididas por especializaciones. En tareas de servicio y mantenimiento encontramos a cocineros, pinches, despenseros, bodegueros, mancebos, mozos de cuerda, doncellas, cocheros, palafreneros, lacayos, jardineros, aparceros de las finca, etc., un conjunto de profesionales que en total podrían superar ampliamente el centenar de personas de servicio. La presencia de tantas personas ameritaba complejas divisiones en apartamentos estancos. En ocasiones encontramos ventanas internas con rejas que cerraban partes concretas del edificio, con el fin de proteger a sus habitantes y sus pertenencias, sobre todo por la noche.

### Colecciones de arte en el Palacio de Villapanés
El marqués fue un gran coleccionista de pintura, especialmente de temática religiosa. Así lo acredita el inventario realizado a la muerte de López Pintado, donde se muestra la magnífica colección de arte reunida a lo largo de su vida. En esta colección encontramos una gran cantidad de lienzos de destacada calidad, siendo considerada como una de las mejores y más extensas de la Sevilla barroca. Hablamos de unos 121 lienzos, cuando la media en la alta nobleza era de unas 50. Entre la nobleza era común atesorar obras de arte y objetos exóticos que se “musealizaban” y se abrían al público general para su contemplación, en una suerte de competencia entre los diferentes coleccionistas por tener la colección más completa, mejor presentada y más visitada. Entre las piezas más destacadas de su colección se encuentran obras de autores como Murillo, (12 obras, 6 de ellas de gran formato); Valdés Leal (4); Herrera el Viejo (4); Lucas Jordán (3); Zurbarán (2); Tiziano (2); Van Dyck (2); Carreño de Miranda (1); Velázquez (1); Roelas (1); el resto de la colección estaba formada por lienzos, tablas y cobre de escuela italiana y de escuela flamenca. Además de la colección de pintura en el inventario de obras de arte figuran muebles, tapices, reposteros, vajillas, y objetos decorativos varios realizados en plata y joyas de oro con piedras preciosas. 
En el inventario se echa en falta una biblioteca de igual magnitud que la colección pictórica, pero probablemente debió ser donada, pues sabemos que al final de su vida el almirante se encontraba casi ciego.